# Velkommen til Medina (album)
Velkommen til Medina ("Dobrodošli u Medinu") je drugi album danske electropop pjevačice Medine. Izdan je 31. kolovoza 2009. u Danskoj. Album je izdan nakon glavnog singla "Kun for mig" ("Samo za mene") koji je izdan 3. svibnja.
Glavni singl s albuma, "Kun for mig" je najprodavaniji singl u 2009. u Danskoj s više od 60.000 prodanih primjeraka. Proveo je 52 tjedna na danskoj top ljestvici singlova, od toga 6 tjedana na 1. mjestu. U rujnu 2009. izdana je engleska verzija pod nazivom "You and I" ("Ti i ja") u Ujedinjenom Kraljevstvu. Pjesma je dosegla broj 39 na top ljestvici singlova i broj 27 na top ljestvici dance pjesama Pjesma je izdana kao glavni singl s njenog međunarodnog albuma Welcome to Medina ("Dobrodošli u Medinu") u Njemačkoj, Austriji i Švicarskoj 3. svibnja 2010. Dosegla je 10., 25. i 30. mjesto na top ljestvicama tih zemalja. U Danskoj je Velkommen til Medina dosegao broj 2 na top ljestvici albuma, dobio je Platinum status i prodan je u 40.000 primjeraka.

## Singlovi
- "Kun for mig" je izdan kao glavni singl s albuma 22. rujna 2008. u Danskoj gdje je postao veliki hit i proveo je sedam tjedana na 1. mjestu danske top ljestvice singlova. Postao je najprodavaniji singl u 2009. i dobio je Double Platinum status, a prodan je u 75.000 primjeraka.
- "Velkommen til Medina" je izdan kao drugi singl s albuma 24. srpnja 2009. u Danskoj, a našao se na 1. mjestu kao njegov prethodnih i također je dobio Platinum status.
- "Ensom" je izdan kao treći singl s albuma 2. studenog 2009. u Danskoj, dosegao je 2. mjesto na danskoj top ljestvici singlova i kao njegov prethodnik dobio Platinum status.
- "Vi to" je izdan kao četvrti i posljednji singl s albuma 19. travnja 2010. u Danskoj, dosegao je 2. mjesto na top ljestvici i dobio Gold status.

## Popis pjesama
| 1.    | »Velkommen til Medina« | Medina, Rasmus Stabell, Jeppe Federspiel | Dobrodošli u Medinu | 4:57 |
| 2.    | »Kun for mig«          | Medina, Stabell, Federspiel              | Samo za mene        | 4:16 |
| 3.    | »Rick Ross«            | Medina, Christian von Staffeldt          | -                   | 3:00 |
| 4.    | »Stikker du af«        | Medina, Stabell, Federspiel              | Tvoje poluge        | 3:23 |
| 5.    | »Ensom«                | Medina, Stabell, Federspiel              | Usamljena           | 4:11 |
| 6.    | »Vi to«                | Medina, Stabell, Federspiel              | Nas dvoje           | 4:01 |
| 7.    | »Joanna«               | Medina, von Staffeldt                    | -                   | 3:30 |
| 8.    | »Jante«                | Medina, Stabell, Federspiel              | -                   | 3:32 |
| 9.    | »Perfektion«           | Medina, von Staffeldt                    | Savršenstvo         | 3:18 |
| 10.   | »Er du med«            | Medina, Stabell, Federspiel, Bjerre      | Jesi li s           | 5:09 |
| 39:22 |                        |                                          |                     |      |

### Special Edition
| CD 2  | CD 2                                                 | CD 2     | CD 2 | CD 2 | CD 2 | CD 2 | CD 2 | CD 2 | CD 2 |
| Br.   | Skladba                                              | Trajanje |      |      |      |      |      |      |      |
| ----- | ---------------------------------------------------- | -------- | ---- | ---- | ---- | ---- | ---- | ---- | ---- |
| 1.    | »Kun for mig« (Akustisk Mix)                         | 3:40     |      |      |      |      |      |      |      |
| 2.    | »Vi to« (Akustisk Mix)                               | 3:55     |      |      |      |      |      |      |      |
| 3.    | »Ensom« (Akustisk Mix)                               | 4:12     |      |      |      |      |      |      |      |
| 4.    | »Kun for mig« (Svenstrup & Vendelboe Remix)          | 5:02     |      |      |      |      |      |      |      |
| 5.    | »Kun for mig« (Rune RK Remix)                        | 6:00     |      |      |      |      |      |      |      |
| 6.    | »You and I« (Original Mix)                           | 4:12     |      |      |      |      |      |      |      |
| 7.    | »You and I« (El Bruhn Remix)                         | 4:44     |      |      |      |      |      |      |      |
| 8.    | »You and I« (Filur Remix)                            | 5:32     |      |      |      |      |      |      |      |
| 9.    | »Kun for dig« (feat. L.O.C.)                         | 4:13     |      |      |      |      |      |      |      |
| 10.   | »Teri Yaad« (vs. Waqas)                              | 4:13     |      |      |      |      |      |      |      |
| 11.   | »Velkommen til Medina« (Svenstrup & Vendelboe Remix) | 5:49     |      |      |      |      |      |      |      |
| 12.   | »Velkommen til Medina« (Traplite Remix)              | 7:11     |      |      |      |      |      |      |      |
| 13.   | »Velkommen til Medina« (Massimo & Dominique Remix)   | 6:32     |      |      |      |      |      |      |      |
| 72:55 |                                                      |          |      |      |      |      |      |      |      |

## Osoblje
- Napisali i producirali "Providers" i Andrea Fuentealba Valbak za "Soulcamp"
- 3., 7. i 9. pjesmu napisali Motrack i Andrea Fuentealba Valbak
- Vokali - Andrea Fuentealba Valbak
- Instrumenti - Rasmus Stabell, Jeppe Federspiel i Christian von Staffeldt
- Miksali i masterirali Anders Schumann, Jeppe Federspiel i Rasmus Stabell u C4 studiju
- 10. pjesmu miksali i masterirali Mikkel Gemzø, Jeppe Federspiel i Rasmus Stabell u C4 studiju
- Fotografije i omoti - Sigurd Høyen
- Fotografije iz backstagea - Rasmus Stabell
- Šminka - Simon Rihana
- Styling - Jesper Hintze i Martin Schultz
- Izvršni producenti - Rasmus Stabell, Jeppe Federspiel, Thomas Børresen

## Top ljestvice
| Ljestvica (2009.) | Najviša pozicija |
| ----------------- | ---------------- |
| Danska            | 2                |

## Povijest izdavanja
| Država | Datum              | Producentska kuća | Format                 |
| ------ | ------------------ | ----------------- | ---------------------- |
| Danska | 31. kolovoza 2009. | At:tack Music     | CD, digitalni download |

## Vanjske poveznice
- Velkommen Til Medina (Special Edition) na Discogs.com